# Clathria adioristica
Clathria adioristica är en svampdjursart som först beskrevs av de Laubenfels 1953.  Clathria adioristica ingår i släktet Clathria och familjen Microcionidae. Inga underarter finns listade i Catalogue of Life.